# Koningssluis
De Koningssluis (brug 29) is een vaste brug in Amsterdam-Centrum.
Ze overspant de Herengracht tussen het Koningsplein en de Leidsestraat. Hier ligt al eeuwenlang een brug. Op de plattegrond van Daniël Stalpaert uit 1662 is de brug al te zien bij een projectie van de stadsuitbreiding. De bebouwing stopte toen (vanuit het noorden gezien)  bij de Leidsegracht, maar er was al een blok gebouwd tussen het Singel en de Herengracht. Ze ligt op minder dan 50 meter van de Heiligewegsluis over het Singel.
De moderne geschiedenis van de brug begint in 1916, als de gemeente het besluit neemt dat die Leidsestraat en niet een eventueel gedempte Leidsegracht de verkeersader wordt naar het zuidwesten van Amsterdam. Er wordt 140.000 gulden vrijgemaakt voor de aanpak van drie bruggen in de Leidsestraat naar een ontwerp van Jo van der Mey. De prijzenstijging voor grondstoffen als gevolg van de Eerste Wereldoorlog gooit echter roet in het eten. Als de gemeente in 1920 het budget verdubbelt, is aanpak van het bruggenarsenaal pas mogelijk. De brug is, gedeeltelijk op fundamenten van een eerdere brug, gebouwd in 1921 door de dienst voor Publieke Werken van de gemeente Amsterdam. De inmiddels nieuwe bruggenarchitect dan, Piet Kramer, paste de ontwerpen van zijn leermeester aan, net als van de brug 43 en de Aalmoezeniersbrug). Ze staan te boek als “van het bureau van”. Kramers hand is terug te vinden in de stijl van de Amsterdamse School met de  wisselwerking tussen bak- en natuursteen en de siersmeedijzeren balustrades. Het natuurstenen beeldhouwwerk op de zijkanten, met op de vier hoeken een fabeldier, is in 1916 ontworpen door Hildo Krop. De uitkragingen in de brugpijlers zijn echter van Van der Mey. Diezelfde gemeente besloot een flink aantal jaren later, dat de Leidsestraat niet meer nodig was voor het verkeer richting de stad uit, daarvoor waren de veel bredere Rozengracht en Vijzelstraat geschikter. In de jaren zeventig werd de Leidsestraat voetgangersgebied. 
Over de brug lopen verscheidene tramlijnen, de zogenaamde Leidsestraatlijnen, sinds 2018 zijn dat tramlijnen 2 en 12. Daar waar de tramhaltes in de route Leidsestraat allemaal op de bruggen liggen, ligt de halte hier op het Koningsplein.  
De brug is sinds 2001 beschermd als rijksmonument. Het monumentenregister omschrijft de brug als volgt: "Vaste plaatbrug met drie doorvaarten. Landhoofden en pijlers van baksteen en natuursteen. Vleugels van baksteen in horizontaal getrapte vorm (waarin een gemetseld motief is opgenomen) met aan de onderzijde bij de waterlijn blokjes natuursteen, gedekt met gebeeldhouwde natuurstenen afdekplaten. De pijlers in aanzicht in verticaal getrapte vorm overgaand in uitkragingen van natuursteen. Rechte stalen randliggers. Sierbalustrade van smeedijzer vastgezet op de afdeklijst en de uitkragingen. Beeldhouwwerk voorstellende een fabeldier (4x)." Overigens zijn alle vier de hoekpanden rondom de brug een monument (drie gemeentelijke en een rijksmonument).

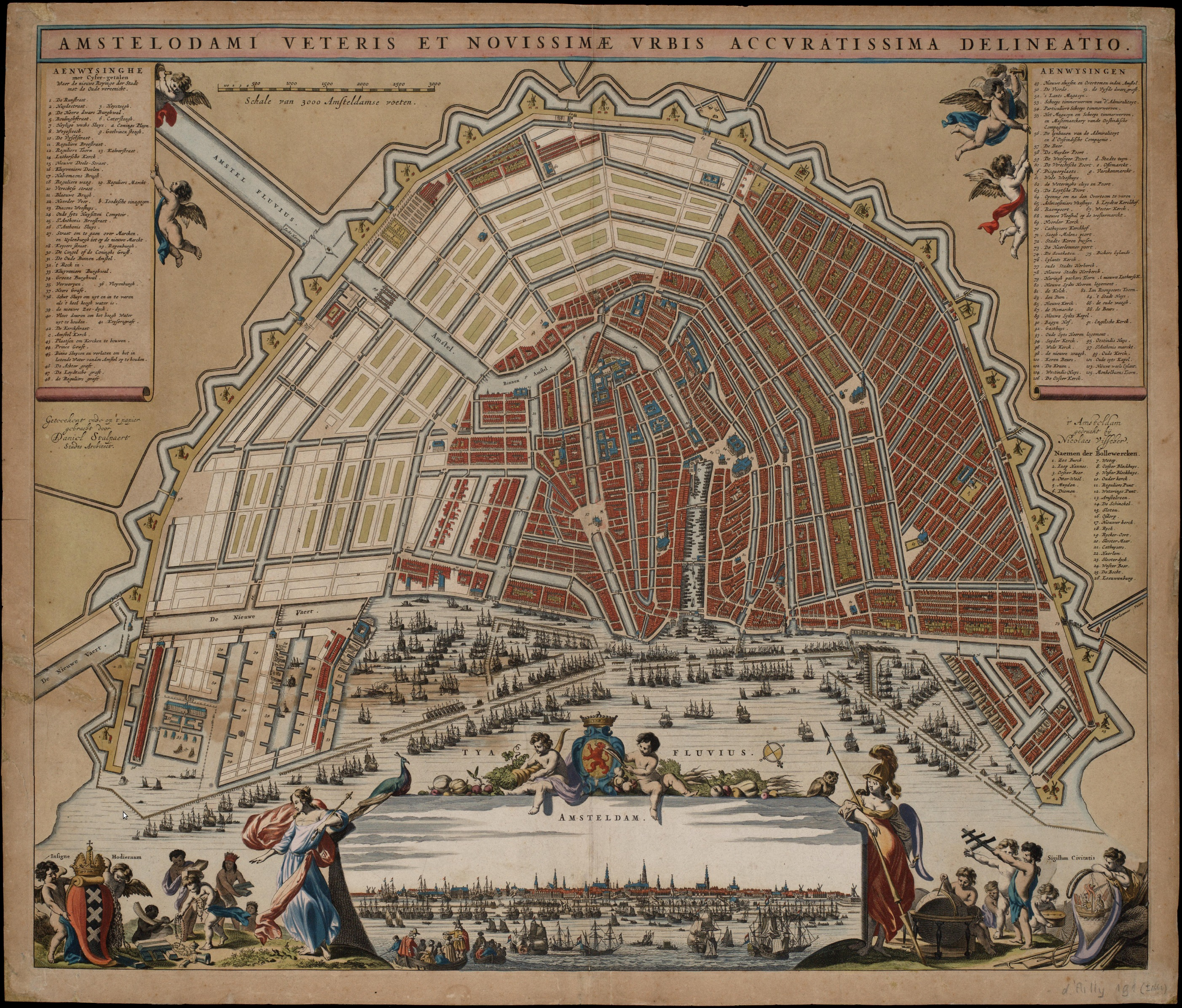
Kaart van Daniel Stalpaert uit 1662
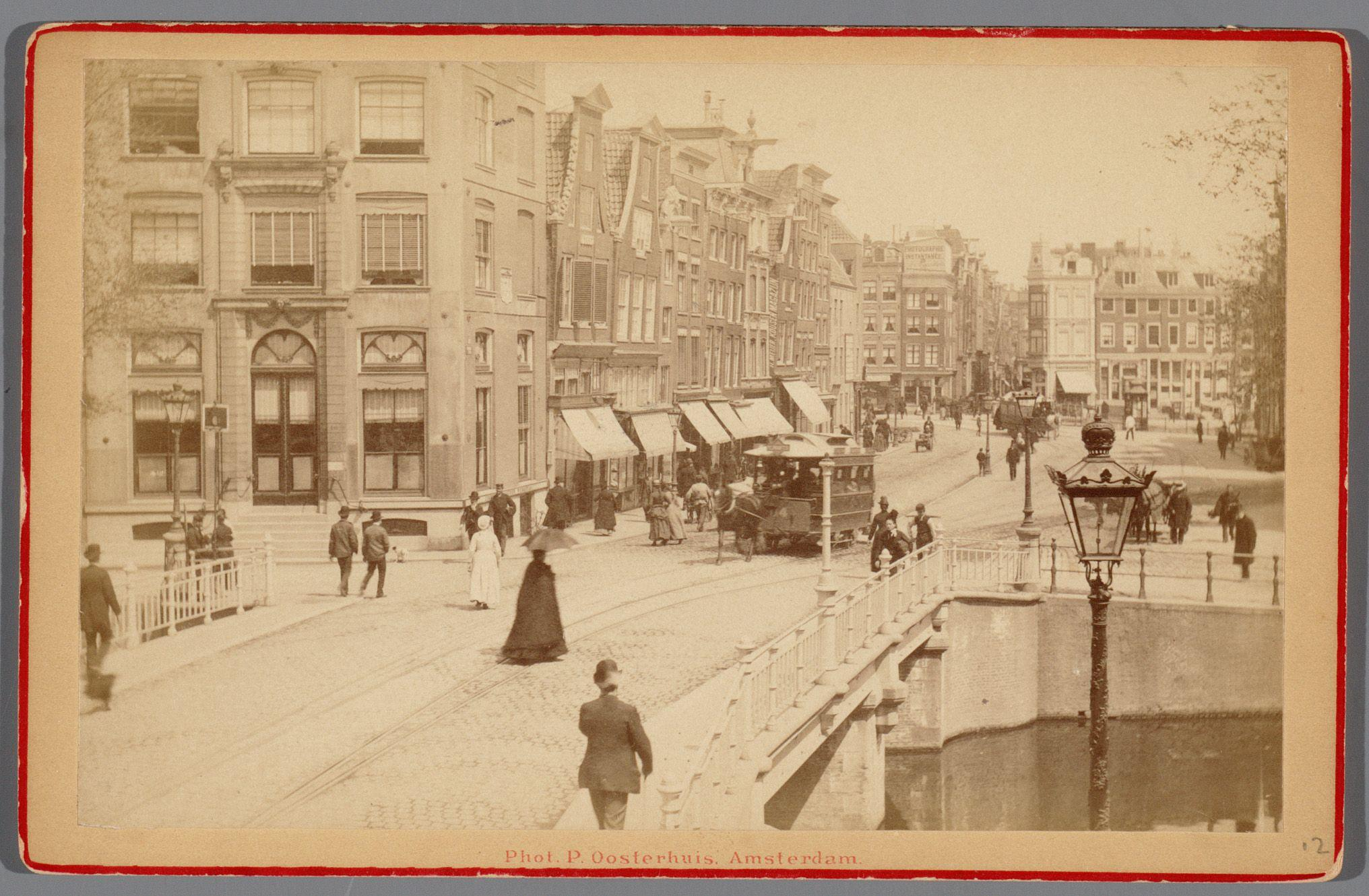
De eerdere brug en het Koningsplein in 1888
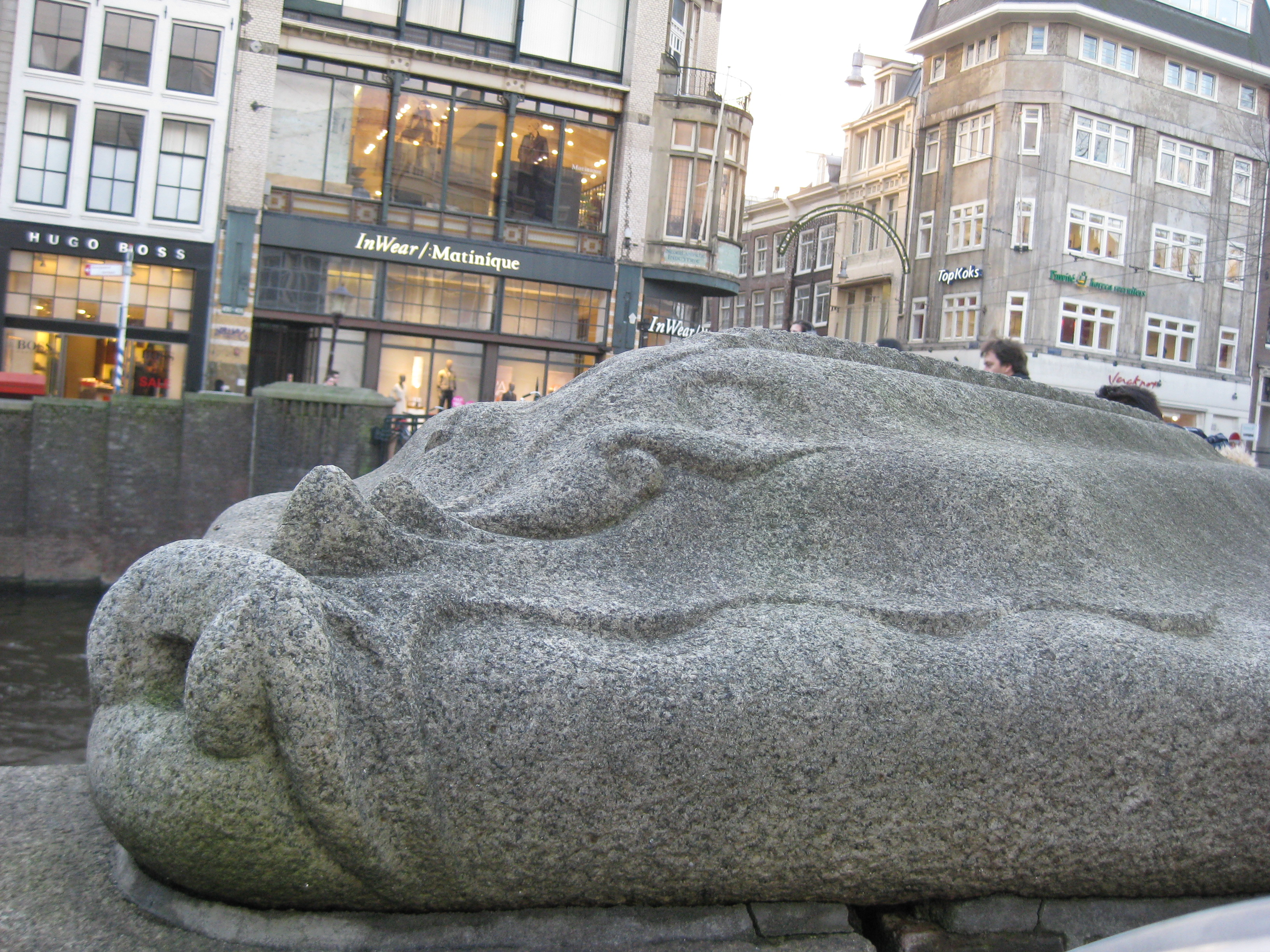
Beeld van H Krop op bruggenhoofd aan de zuidoostelijke kant

1 · 2 · 3 · 4 · 5 · 6 · 7 · 8 · 9 · 10 · 11 · 12 · 13 · 14 · 15 · 16 · 17 · 18 · 19 · 20 · 21 · 22 · 23 · 24 · 25 · 26 · 27 · 28 · 29 · 30 · 31 · 32 · 34 · 35 · 36 · 37 · 38 · 39 · 40 · 41 · 42 · 43 · 44 · 45 · 46 · 47 · 48 · 49 · 50 · 51 · 52 · 53 · 54 · 55 · 56 · 57 · 58 · 59 · 60 · 61 · 62 · 63 · 64 · 65 · 66 · 67 · 68 · 69 · 70 · 71 · 72 · 73 · 74 · 75 · 76 · 77 · 78 · 79 · 80 · 81 · 82 · 84 · 85 · 86 · 87 · 88 · 89 · 90 · 91 · 92 · 93 · 94 · 95 · 96 · 97 · 98 · 99 · >>>
Brugnummers 33 en 83 zijn niet (meer) vergeven